# Les Semailles et les Moissons (téléfilm)
Cet article concerne le téléfilm. Pour la série, voir Les Semailles et les Moissons. Pour le tome premier, voir Les Semailles et les Moissons (roman).
Les Semailles et les Moissons est un téléfilm français en deux parties réalisé par Christian François d'après le roman homonyme d'Henri Troyat.
Le téléfilm a été diffusé la première fois le 22 octobre 2001 sur France 2.

## Synopsis
L'histoire se déroule de 1913 à 1945 et raconte le destin de deux jeunes femmes, Amélie et Élisabeth, deux personnalités très différentes, mais toutes deux animées de la même passion et qui, malgré le désordre occasionné par la guerre, partiront à la recherche du bonheur avec la même fougue et la même détermination.

## Distribution
- Elsa Kikoïne : Élisabeth
- Sophie de La Rochefoucauld : Amélie
- Bernard Yerlès : Pierre
- Philippe Bas : Boris
- Matthieu Rozé : Patrice
- Bruno Todeschini : Christian
- Philippe Lefebvre : Denis
- Anne Azoulay : Lucie
- Patrick Raynal : Jérôme
- Alix Poncho : Élisabeth à 12 ans
- Yves Beneyton : Buche
- Marie Berto : Mme Pinteau
- Quentin Darras : Denis de 13 à 15 ans
- Christopher Barge : Denis à 17 ans
- Martin Larde : Jean Eyrolles
- Marie Henriau : Maria
- Metelok : Curé
- Nathalie Villeneuve : Marthe
- Claude Brousse : Auguste
- Florence Medina : Postière
- Raymond de la Rua : Haut Noir
- Bernard Blancan : Lubin
- Patrice Saunier : Florent
- Isabelle Petit Brisson : Germaine
- Danielle Claverie : Louise
- Céline Samie : Ouvreuse
- Gérard Renoux : Commissaire
- Sylvie Caliot : Mme Leblond
- Frédéric Foucault : Ordonnance
- Philippe Chareyron : Soufaneix
- Didier Menin : Bocarossa
- Alice Dubuisson : Lucie à 17 ans
- Roxane Avré : Cécile
- Violaine Barret : Mme Grévy
- Cédric Delsaux : Jacques
- Jeff Bigot : M. Perrochon
- Sylvie Guichenuy : Camille
- Tomasz Bialkowski : Vladimir
- Catherine Van Hecke : Mme Monastier
- Myriam Pardiac : Mlle Pologne
- Till Bahlmann : Krieg
- Marie-Hélène Viau : Mme Salvati
- François Chabert : Résistant
- Olga Radionova : Souris grise

## Tournage
Le tournage eut lieu à Bordeaux et dans les Pyrénées du 29 janvier au 30 mars 2001.

## Récompense
Pour ce rôle Elsa Kikoïne a reçu le prix de la révélation et de la découverte au Festival de la fiction TV de Saint-Tropez 2001.